# تور برتانی
تور بریتانیا (انگلیسی: Tour Bretagne) ساختمان اداری ۳۷ طبقه مستقر در شهر نانت است، که در سال ۱۹۷۶ احداث گردید.